# Eugene Pao

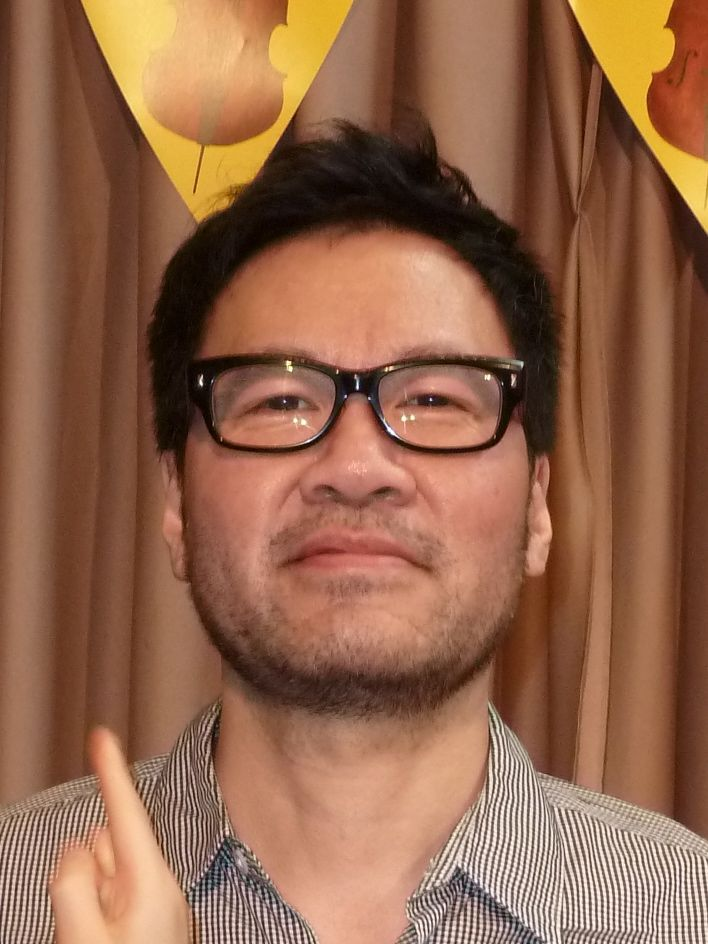

Eugene Pao is een jazz-gitarist uit Hongkong.
Pao heeft gestudeerd in Amerika. Hij speelde in de groep van Jeremy Monteiro. Pao heeft verschillende albums op zijn naam staan. Op zijn debuutalbum speelden onder meer Jack DeJohnette en Michael Brecker mee, op de opvolger DeJohnette en bassist Marc Johnson. In 2001 nam hij een album op in Europa met het trio van Mads Vinding. In 2006 vormde hij een trio met de Aziatische gitaristen Kazumi Watanabe (Japan) en Jack Lee (Zuid-Korea) en maakte hiermee opnames.

## Discografie
- By the Company You Keep
- The Window, 1999
- Pao, 2001
- Naked Time (opnames 1994), 2004
- Guitar Sam Guk Ji, 2006